# Don Weis
Pour les articles homonymes, voir Weis.
Don Weis, né le 13 mai 1922 à Milwaukee et mort le 26 juillet 2000 à Santa Fe,, est un réalisateur américain.

## Filmographie partielle

### Cinéma
- 1951 : A Letter from a Soldier
- 1951 : Bannerline
- 1951 : It's a Big Country
- 1952 : Une fois n'engage à rien (Just This Once)
- 1952 : Toi pour moi (You for Me)
- 1953 : Cupidon photographe (I Love Melvin)
- 1953 : Drôle de meurtre (Remains to Be Seen)
- 1953 : A Slight Case of Larceny
- 1953 : Casanova Junior (The Affairs of Dobie Gillis)
- 1953 : Half a Hero
- 1954 : Les Aventures de Hajji Baba (The Adventures of Hajji Baba)
- 1956 : Ride the High Iron
- 1959 : Catch Me If You Can
- 1959 : The Gene Krupa Story
- 1963 : Ma femme est sans critique (Critic's Choice)
- 1964 : Looking for Love (en)
- 1964 : Pajama Party
- 1965 : Billie (en)
- 1966 : The Ghost in the Invisible Bikini
- 1967 : Le Pirate du roi (The King's Pirate)
- 1968 : Did You Hear the One About the Traveling Saleslady?
- 1978 : Les Fous du volant (en) (Zero to Sixty)

### Télévision
- 1960 : Head of the Family
- 1967 : L'Évasion la plus longue (The Longest Hundred Miles)
- 1968 : Now You See It, Now You Don't
- 1974 : The Fess Parker Show
- 1975-1977 : Starsky et Hutch (7 épisodes)
- 1976 : Crackle of Death
- 1976 : Flo's Place
- 1978 : The Millionaire
- 1979 : The Dooley Brothers
- 1981 : Back to the Planet of the Apes
- 1981 : The Munsters' Revenge